# Kodek
Kodek (engl. codec) ili oduznačnik je kratica od koder-dekoder ili kompresor-dekompresor, a odnosi se na hardverski uređaj za kodiranje video i/ili audio signala ili na softverski modul s istom funkcijom.
Kodek kao računalni program uznačuje (ukodirava i/ili odkodirava) digitani podatkovni tok. Hrvatski je pojam oduznačnik nastao miješanjem pojma značnik' (onaj koji pretvara što u znak) te dva predmetka od i u jer podatke stvara od znakova ili podatke pretvara u znakove. Engleski je pojam portmanteau (riječ nastala sraštanjem dviju ili više riječi), u ovom slučaju coder i decoder.
Koder i dekoder su uzajamno dopunjujući par sustava koje se zajedno naziva kodek, a koji su potrebni za kodiranje video sadržaja odnosno sažimanje (komprimiranje, kompresiju) videa.

## Nastanak
Nekomprimirani video ili audio sadržaj traži veliku količinu prostora. Često ga se zbog toga ne može pohraniti na dostupne medije (prije svega prijenosne) ili u prihvatljivom vremenu prenijeti preko mrežnih resursa. Potrebno ga je na neki način sažeti kako bi zauzimao manje prostora odnosno zahtijevao manju propusnost. Tu funkciju sažimanja video i/ili audio sadržaja obavlja kodek.
Primjerice, nekomprimirani 4:3 video signal veličine 720x576 piksela u formatu 4:2:2 s 8 bita po uzorku zahtijeva propusnost od 216 Mbps što bi za dva sata video zapisa značilo kapacitet od 181 GB. Budući da dvoslojni DVD ima kapacitet od 9.4 GB jasno je da video (i audio sadržaj) bez sažimanja ne možemo pohraniti na DVD medij. 
Što se zvuka tiče, nekomprimirani audio zapisu u CD kvaliteti (44.1kHz, 16 bita, stereo) traži 1411 kbps, odnosno kapacitet od 
~10.1 MB/minuti. Za prosječnu pjesmu trajanja 4 minute, to iznosi ~ 40.5 MB. Ako isti zapis sažmemo primijenivši primjerice popularni MP3 format s propusnošću 256 kbps, bit će velik samo 7.2 MB što je puno prikladnije za pohranu na prijenosne medije (CD, DVD, prijenosnu memoriju, odnosno prijenosne uređaje) ili prijenos preko Interneta.
Ovakvo sažimanje zove se sažimanje s gubitcima (engl. lossy) s obzirom na to da nepovratno odbacujemo dio podataka za koje procjenjujemo da su redundantni. Sažimanjem s gubitcima gubimo na kvaliteti zapisa i on nikad nije tako vjeran kao original. Nakon sažimanja zapis više ne možemo vratiti u izvoran oblik. Svakim daljnjim sažimanjem s gubitcima kvaliteta eksponencijalno pada (problem poznat kao kaskadiranje kodeka).
Za razliku od sažimanja s gubitcima postoji i sažimanje bez gubitaka (engl. lossless) kod kojeg zadržavamo kvalitetu izvornog zapisa, jer ne odbacujemo podatke nego ih samo pohranjujemo tako da zauzimaju manje prostora. Ovo sažimanje je manje učinkovito od sažimanja s gubitcima, a postoji i problem neodređenosti konačne veličine zapisa.

## Popularni audio kodeci
- MP3
- Real Audio
- Windows Media Audio
- ATRAC
- AC3
- AAC
- aacPlus
- Ogg Vorbis
- FLAC (lossless)

## Popularni video kodeci
- MPEG-1
- MPEG-2 standard (sadrži više profila)
- MPEG-4 standard (sadrži više kodeka)
- DivX
- XviD
- Real Video
- Windows Media Video
- QuickTime
- H.261
- H.263
- H.264 (AVC)
- Ogg Theora